# Joseph Dominik Jütz
Joseph Dominik Jütz, né le 19 décembre 1773 à Schwytz et mort le 22 avril 1857 dans cette même ville est une personnalité politique suisse.

## Biographie
Joseph Dominik Jütz est vice-landamman de Schwytz de 1826 à 1828, puis landamman de Schwytz de 1828 à 1830.